# Echemus escalerai
Echemus escalerai är en spindelart som beskrevs av Simon 1909. Echemus escalerai ingår i släktet Echemus och familjen plattbuksspindlar.
Artens utbredningsområde är Marocko. Inga underarter finns listade i Catalogue of Life.